# سیندی نوبل

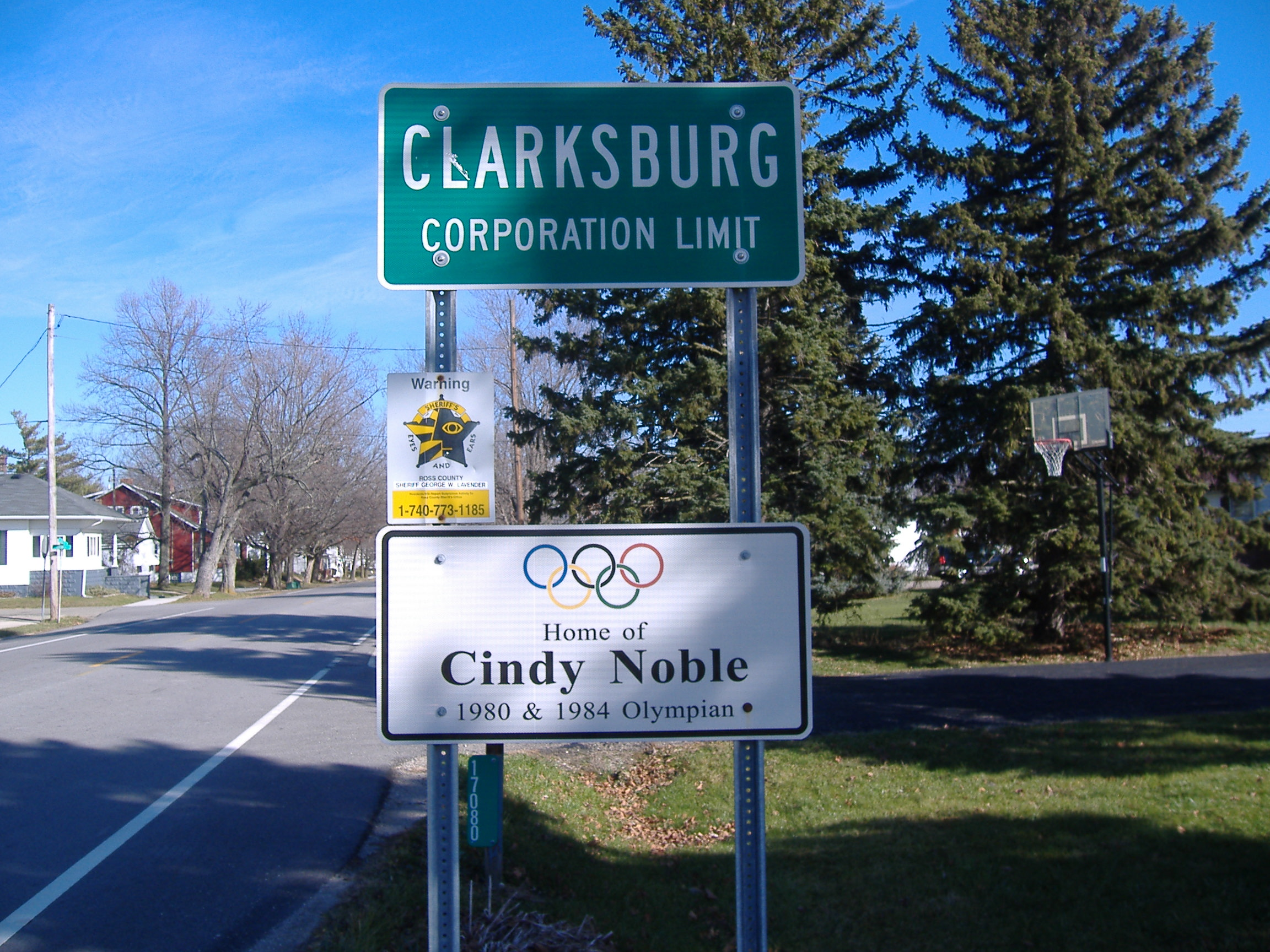
تابلوی ورودی شهر زادگاه سیندی نوبل در اوهایو

سیندی نوبل (انگلیسی: Cindy Noble؛ زادهٔ ۱۴ نوامبر ۱۹۵۸) بازیکن بسکتبال اهل ایالات متحده آمریکا است.
از باشگاه‌هایی که در آن بازی کرده‌است می‌توان به تنسی والنتیرز اشاره کرد.
او در مسابقات کشوری و بین‌المللی در مجموع برندهٔ ۴ مدال طلا، ۱ مدال نقره شده‌است.